# Agustín García Calvo

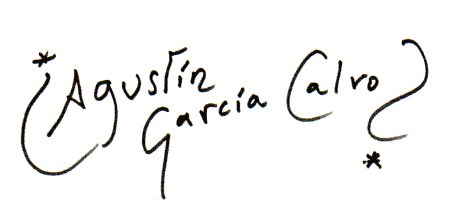
Assinatua de Augustini Garcia Calvo

Agustín García Calvo (Zamora, 15 de outubro de 1926 - Zamora, 1 de novembro de 2012) foi um poeta, escritor, filósofo e dramaturgo espanhol.
Estudou filosofia clássica na Universidade de Salamanca tornando-se professor de latim e filosofia latina e escreveu vários livros, entre eles, a trilogia "Del lenguaje", "De la construcción" (Del lenguaje II) e "Del aparato" (Del lenguaje III).
Também é autor de novelas, ensaios, poesias, como "Lalia", "¿Qué es el Estado?", "Contra el tiempo" e "De Dios", entre outros.
Por três vezes (1990, 1999 e 2006), ganhou o Prêmio Nacional de Literatura (prêmio espanhol). 
Está enterrado no Cemitério de San Atilano, em Zamora.